# HD34979
HD34979 є хімічно пекулярною зорею спектрального класу
F0 й має видиму зоряну величину в смузі V приблизно  9,1.